# Arctopus
Arctopus es un género de plantas de la familia Apiaceae. Comprende 3 especies descritas y  aceptadas. Es originario de Sudáfrica.

## Taxonomía
El género fue descrito por Carlos Linneo y publicado en Species Plantarum 2: 1058. 1753. La especie tipo es: Arctopus echinatus L.

## Especies
A continuación se brinda un listado de las especies del género Arctopus aceptadas hasta septiembre de 2012, ordenadas alfabéticamente. Para cada una se indica el nombre binomial seguido del autor, abreviado según las convenciones y usos.
- Arctopus dregei Sond.
- Arctopus echinatus L.
- Arctopus monacanthus Carmich. ex Sond.